# Louis van Gaal
Aloysius Paulus Maria „Louis“ van Gaal [luˈwi vɑŋˈɣaːl] (* 8. August 1951 in Amsterdam) ist ein ehemaliger niederländischer Fußballspieler und -trainer sowie Ritter im Orden von Oranien-Nassau. Er zählt zu den erfolgreichsten und einflussreichsten Trainern seiner Generation und ist vor allem als Verfechter des systematisch strukturierten, taktisch geprägten „Systemfußballs“ bekannt. Internationale Anerkennung erlangte van Gaal in den 1990er Jahren mit Ajax Amsterdam, mit dem er 1995 die UEFA Champions League gewann. In der Folge führte er auch den FC Barcelona, AZ Alkmaar sowie den FC Bayern München jeweils zur nationalen Meisterschaft. Darüber hinaus betreute er dreimal die niederländische Nationalmannschaft und erreichte mit ihr bei der Weltmeisterschaft 2014 den dritten Platz.

## Jugend und Spielerkarriere

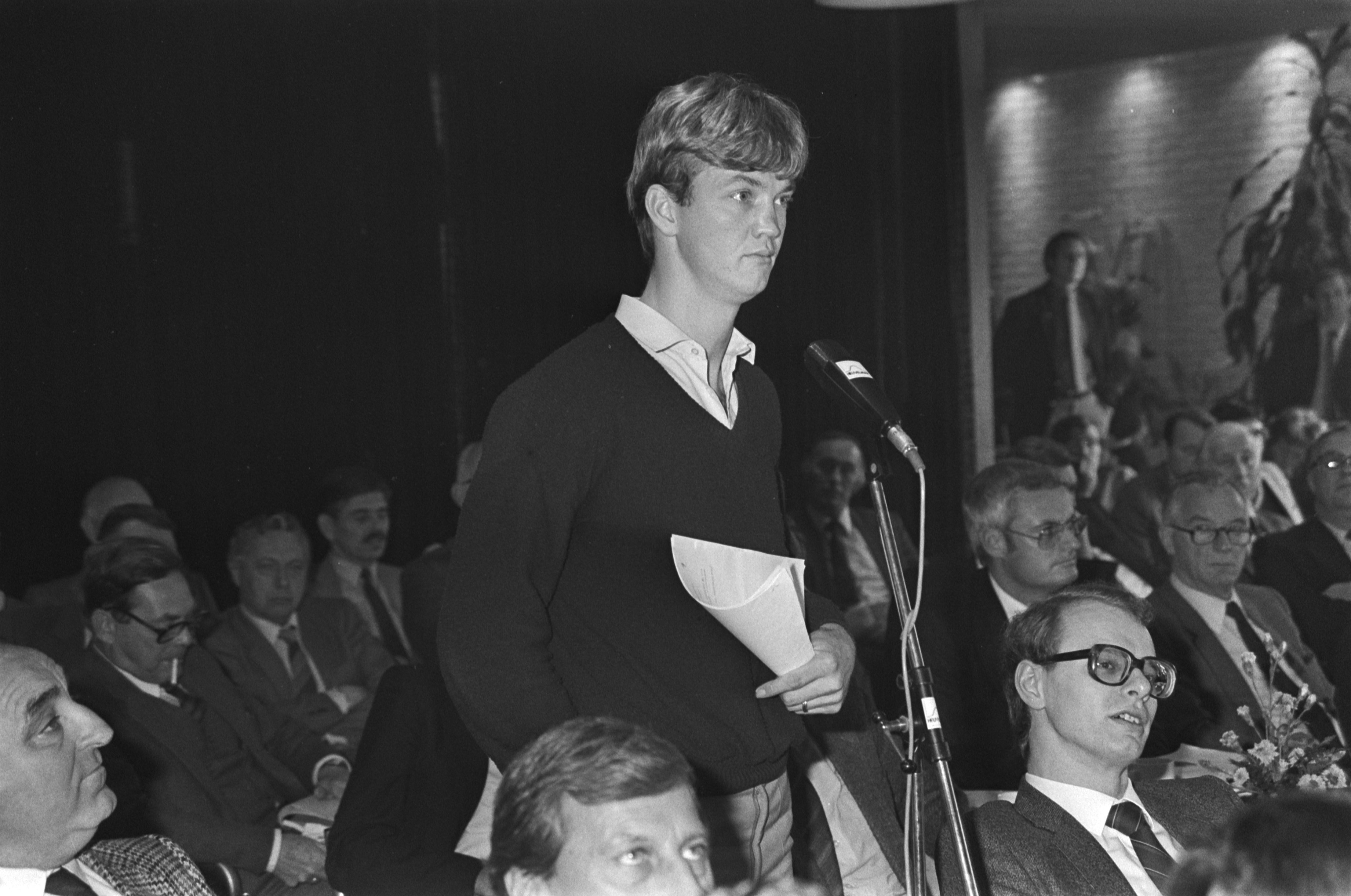
Van Gaal (stehend) im Jahr 1981

„Louis“ van Gaal wurde am 8. August 1951 in Amsterdam geboren und wuchs im Stadtteil Watergraafsmeer auf. Er war das jüngste von neun Kindern und entstammte einem streng katholischen Elternhaus, das von Pflichtbewusstsein und Arbeitsethos geprägt war. Sein Vater Bernardus Franciscus van Gaal (1910–1963) war nach einem Herzinfarkt bettlägerig und verstarb, als Louis elf Jahre alt war. Als Schüler besuchte van Gaal zunächst ein katholisches Lyceum und anschließend die Hogereburgerschool.
In seiner Jugend spielte van Gaal für den lokalen  Amateurverein RKSV De Meer, bevor er 1967 in die Nachwuchsabteilung von Ajax Amsterdam aufgenommen wurde. 1971 rückte er in den Profikader auf, kam jedoch ausschließlich in der Reservemannschaft zum Einsatz. Zur damaligen Zeit zählte der AFC Ajax unter Trainer Rinus Michels und Johan Cruyff zu den erfolgreichsten Vereinsmannschaften Europas und prägte den sogenannten „totaalvoetbal“ (totalen Fußball). Im April 1973 wurde van Gaal zum belgischen Erstligisten Royal Antwerpen ausgeliehen, um Spielpraxis zu sammeln. Während seiner Zeit dort zog er sich eine Nasenbeinfraktur zu, die zu einer bleibenden Deformation führte. Nach vier Jahren in Belgien kehrte er 1977 in die Niederlande zurück und schloss sich dem Ehrendivisionär Telstar an. Mit dem Verein stieg er jedoch am Saisonende als Tabellenletzter ab. Gemeinsam mit Trainer Mircea Petescu wechselte van Gaal daraufhin zu Sparta Rotterdam, wo er sich als Stammspieler im Mittelfeld etablierte. In sechs Jahren absolvierte er 248 Pflichtspiele für Sparta. Ab der Saison 1982/83 war er Mannschaftskapitän und erreichte mit dem Klub erstmals die Qualifikation für den UEFA-Pokal.
Van Gaal war Halbprofi und arbeitete neben seiner Spielerkarriere elf Jahre lang als Sportlehrer an einer Berufsschule in Amsterdam. Deshalb pendelte er regelmäßig zum Training nach Rotterdam („Von 8 Uhr früh bis 2 Uhr nachmittags unterrichtete ich, und um 15.30 Uhr begann bei Sparta das Training“). In der Saison 1986/87 spielte er letztmals aktiv für den AZ Alkmaar und beendete anschließend seine Laufbahn.

## Trainerkarriere

### Assistent

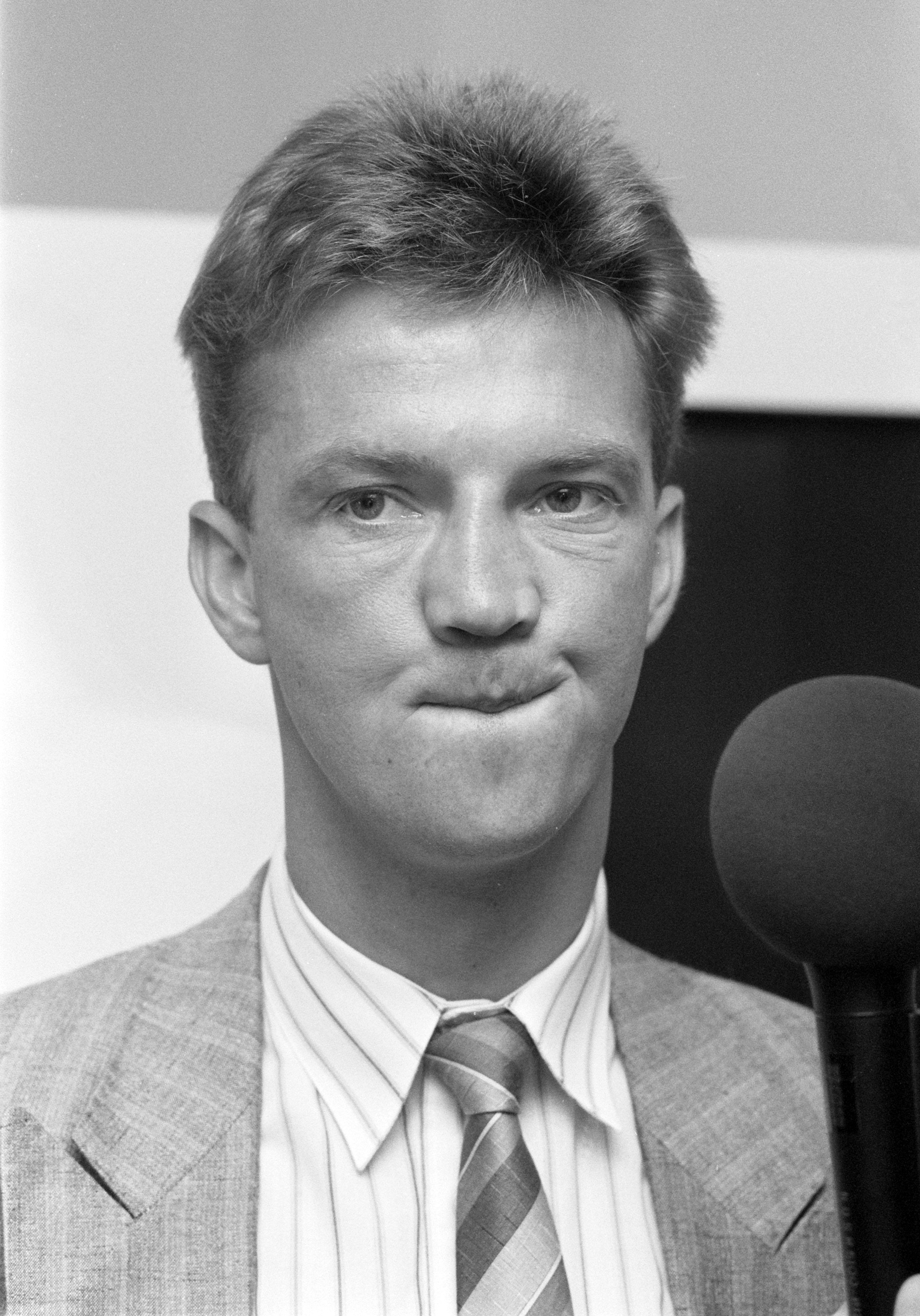
Louis van Gaal (1988)

Am 30. Dezember 1986 wurde Hans Eijkenbroek Trainer des abstiegsgefährdeten AZ Alkmaar und ernannte Louis van Gaal vom Spieler zum Co-Trainer. AZ schloss die Saison auf dem 15. Tabellenplatz ab und verhinderte damit knapp den Abstieg. 1988 kehrte van Gaal zu Ajax Amsterdam zurück und  betreute in den folgenden zwei Spielzeiten sowohl die U-19-Junioren als auch die Reservemannschaft Jong Ajax. Während dieser Zeit galt er als besonders förderlich im Umgang mit Nachwuchsspielern. Zudem war er Assistent der Profimannschaft, zunächst unter Interimstrainer Antoine Kohn und ab dem 1. Juli 1989 unter dessen Nachfolger Leo Beenhakker.

### Ajax Amsterdam
Nach Beenhakkers Wechsel zu Real Madrid am 29. September 1991 übernahm van Gaal die Position des Cheftrainers von Ajax Amsterdam. Seine Ernennung stieß bei Teilen der Anhängerschaft auf Kritik, da der 40-Jährige zum Zeitpunkt seiner Berufung nur über begrenzte Erfahrung verfügte. Medien interpretierten sein Auftreten teilweise als distanziert und selbstbewusst, was van Gaal mit der Priorisierung von Respekt seitens der Spieler, des Vereinsvorstandes, des Publikums und zuletzt der Medien begründete. In seiner ersten Saison (1991/92) gewann van Gaal mit Ajax den UEFA-Pokal – der erste Sieg des Vereins in diesem Wettbewerb – nach einem 0:0 und 2:2 gegen Torino Calcio. Zudem belegte die Mannschaft den zweiten Platz in der Eredivisie. Van Gaal führte bei Ajax organisatorische und trainingsmethodische Veränderungen ein, darunter die Einbindung von Elementen aus anderen Sportarten, wie spezifische Aerobic-Einheiten. Er implementierte systematische Trainingsabläufe, einschließlich der Simulation kompletter Spielzüge, und verfolgte einen auf „Systemfußball“ ausgerichteten Ansatz, bei dem die Mannschaft feste Bewegungs- und Positionsmuster einhielt. Die Aufgaben waren positionsgebunden und nicht an einzelne Spieler angepasst.
Van Gaal war bekannt für seine strukturierte Arbeitsweise und legte im Umgang mit den Spielern besonderen Wert auf Kommunikation.

„Es wurde alles anders. Du kannst seinen Ehrgeiz spüren, den Enthusiasmus. Jedes Training ist ein Ereignis. Er brüllt, motiviert. Eine Show, wirklich eine Show […] Ich hatte Probleme mit van Gaal, sehr große Probleme. Aber er ist einer der besten Trainer, die ich jemals hatte.“

1993 holte van Gaal mit Ajax durch einen 6:2-Sieg über den SC Heerenveen den KNVB-Pokal. Anschließend wechselten die Leistungsträger Dennis Bergkamp und Wim Jonk nach Italien und er begann mit dem akribischen Aufbau einer neuen Mannschaft. Dabei setzte er konsequent auf Spieler der eigenen Jugendakademie (Clarence Seedorf, Edgar Davids, Frank und Ronald de Boer, Edwin van der Sar, Patrick Kluivert, Michael Reiziger) sowie kostengünstige Transfers (Jari Litmanen, Marc Overmars, Finidi George), die er mit den Routiniers Frank Rijkaard und Danny Blind durchmischte. Taktisch setzte van Gaal nahezu immer auf ein 3-4-3-Spielsystem, das sich durch viele Positionswechsel und ein direktes Spiel in den Angriff auszeichnete. Großen Fokus legte er auf die zentralen Räume des Spielfeldes, um mit und gegen den Ball Kompaktheit herzustellen. Zwischen den beiden Dreierketten ließ er eine spielstarke Raute auflaufen, bei Ballverlust griff ein aggressives Gegenpressing, das von den geringen Abständen zwischen den Spielern profitierte. Nach Einführung der Rückpassregel (1992) revolutionierten van Gaal und sein Torwarttrainer Frans Hoek das Torwartspiel. Die zentrale These ihrer Theorie: Ein Torwart ist mehr als nur ein Torverhinderer, er ist Feldspieler Nummer elf, der aktiv am Spiel teilnimmt und es von hinten mit präzisen Pässen einleitet. Dies machte Edwin van der Sar zum Prototyp des modernen, mitspielenden Torhüters und zum defensiven Rückhalt. Die von ihm selbst geformten Spieler waren bereit, van Gaal bedingungslos zu folgen, lernbereit und agierten individuell auf Topniveau. Die junge Mannschaft trug deutlich van Gaals Handschrift. Sie spielte dominant, technisch schnell sowie flexibel und sollte in den Kreis der europäischen Spitzenklubs zurückkehren. Ajax wurde dreimal in Folge niederländischer Meister (1993/94, 1994/95, 1995/96) und holte ebenfalls dreimal den Supercup (1993, 1994, 1995). Den sportlichen Höhepunkt erreichte Ajax Amsterdam 1994/95: Ohne Niederlage gewannen sie die Meisterschaft (27 Siege, 7 Unentschieden; 106:28 Tore) und auch international begeisterte die junge Mannschaft mit der Idee ihres ballbesitzorientierten, offensiven Fußballs. Ajax besiegte im Halbfinale der UEFA-Champions League den FC Bayern München mit berauschendem Angriffsfußball deutlich (5:2) und zog ins Endspiel ein. Dort trafen sie am 24. Mai 1995 mit der AC Mailand auf die dominierende Mannschaft der vergangenen Jahre. Trotz eines Durchschnittsalters von nur 22 Jahren, schlug Ajax die favorisierten Rossoneri mit 1:0. Den Siegtreffer erzielte der 18-jährige Shootingstar Patrick Kluivert, den van Gaal zur 70. Spielminute eingewechselt hatte. Der Trainer kommentierte den Erfolg in der Königsklasse gewohnt selbstbewusst: „Ich war nicht verwundert. Ich hatte bereits vor der Saison gesagt, dass wir den Titel gewinnen können.“ Mittlerweile galt der strenge „Zuchtmeister“ als Macher des neuen Ajax und zählte zu den innovativsten und begehrtesten Trainern Europas. Bezeichnenderweise standen drei Ajax-Profis in den Top Ten bei der Wahl zum Ballon d’Or 1995.

„Ich hatte die Chance, mit dem besten Trainer zusammenzuarbeiten, den ich je hatte. Louis van Gaal wusste Dinge über den Fußball, von denen ich vorher noch nie etwas gehört hatte. Bei ihm habe ich einfach am meisten gelernt und er hat mich zu dem gemacht, was ich heute fußballerisch bin und was ich in meiner Karriere in Europa war.“

„Er ist der beste Trainer, den ich jemals hatte. Die Art und Weise, wie er uns als junge Spieler trainiert hat, war einzigartig. Er hat uns gelehrt, was es bedeutet, echte Fußball-Profis zu sein und wir sind ihm alle gefolgt.“

Nach der triumphalen Saison konnte Ajax den Spielerkader bis auf Clarence Seedorf zusammengehalten und gewann den UEFA-Supercup (1:1, 4:0 gegen Real Saragossa) sowie am 28. November 1995 in Tokio den Weltpokal (4:3 i. E. gegen Grêmio Porto Alegre). Erst am 14. Januar 1996 riss nach einer 0:1-Niederlage gegen Willem II Tilburg die Serie von 52 ungeschlagenen Ligaspielen und auch in der Champions League sah es lange nach einem beeindruckenden Durchmarsch aus, bevor Ajax im Halbfinale gegen Panathinaikos Athen nach 19 Partien wieder eine Niederlage kassierte. Trotzdem zog van Gaal mit seiner Mannschaft das zweite Jahr in Folge ins Finale ein und traf auf Juventus Turin. Die Partie im Stadio Olimpico endete nach 120 Minuten mit 1:1, woraufhin die Entscheidung im Elfmeterschießen fiel. Dieses verlor Amsterdam gegen die Alte Dame (2:4) und verpasste die Titelverteidigung. Im Sommer 1996 bezog der Klub mit der Amsterdam Arena eines der modernsten Fußballstadien Europas sowie den neuen Trainingskomplex De Toekomst. Doch aus sportlicher Sicht folgte der große Ausverkauf. Das wegweisende Bosman-Urteil erlaubte ablösefreie Spielertransfers nach Vertragsende und zahlreiche Leistungsträger zog es ins Ausland. Die fehlende Kadertiefe machte sich bemerkbar und der AFC Ajax belegte 1996/97 lediglich den vierten Platz der Eredivisie und scheiterte in der 2. Runde des Pokals – eine titellose Saison. Nach elf Titeln in sechs Jahren erklärte van Gaal zum Ende seines Vertrages am 30. Juni 1997 seinen Abschied.
Für seine Verdienste um den niederländischen Fußball wurde er 1997 zum Ritter im Orden von Oranien-Nassau ernannt.

### FC Barcelona
Am 1. Juli 1997 übernahm van Gaal das Traineramt des FC Barcelona und unterzeichnete einen Fünfjahresvertrag. Der spanische Spitzenklub hatte sich intensiv um ihn bemüht und seine Ernennung weckte rund um das Camp Nou große Erwartungen. Nach den Vorstellungen des Vereinspräsidenten Josep Lluís Núñez sollte die Zusammenarbeit nachhaltig und langfristig angelegt sein und an die erfolgreiche Ära unter Johan Cruyff (1988–1996) anknüpfen. Van Gaal baute in Barcelona auf seinen bewährten Trainerstab (Gerard van der Lem, Frans Hoek), den er um den jungen Scout José Mourinho und später den Ex-Profi Ronald Koeman erweiterte.
Van Gaal setzte bei seinem neuen Klub auf ein 4-3-3-Spielsystem und musste den Verlust des brasilianischen Weltfußballers Ronaldo kompensieren, der zu Inter Mailand gewechselt war. Stattdessen verteilte sich die Last der Offensive auf Luís Figo, Luis Enrique sowie den neu verpflichteten Rivaldo. Neben dem UEFA-Supercup (Sieg über Borussia Dortmund) gewann Barcelona 1997/98 auf Anhieb das Double aus Meisterschaft und Copa del Rey. Dort konnte der RCD Mallorca im Finale bezwungen werden (5:4 i. E.). Doch trotz der nationalen Erfolge wurden die Fans mit van Gaal nicht warm. Für den Geschmack des Publikums spielte Barça zu unattraktiv und statisch, reagierte mehr, anstatt kompromisslosen Angriffsfußball zu zelebrieren. Van Gaals Überbetonung taktischer Disziplin tötete nach ihrer Auffassung Flair und Attraktivität. Noch dazu hatte er den eigenwilligen Publikumsliebling Christo Stoitschkow aussortiert und auch sein Verhältnis zu den brasilianischen Profis war von Beginn an äußerst problematisch. Seine Härte gegenüber den Spielern hatte ihm den Spitznamen Eiserne Tulpe eingebracht. Zu van Gaals schärfsten Kritiker avancierte Klublegende Cruyff und die spanischen Medien tauften das verbale Scharmützel der beiden Niederländer Tulpen-Krieg. 1998/99 gelang Barça in der Primera División die erfolgreiche Titelverteidigung. International jedoch blieb der Klub deutlich hinter dem eigenen Anspruch zurück und schied zum zweiten Mal in Folge nach der Champions-League-Gruppenphase aus. Mittlerweile störten sich die Medien auch an van Gaals mangelhaftem Einfühlungs- und Anpassungsvermögen an die katalanische Fußballkultur und warfen ihm ein arrogantes Auftreten vor. Anstatt bedingungslos auf Eigengewächse der Jugendakademie La Masia zu bauen, holte van Gaal zahlreiche gestandene Profis, mit denen er bereits erfolgreich bei Ajax Amsterdam gearbeitet hatte (u. a. Reiziger, Bogarde, Kluivert, die De Boer-Brüder). Dies führte dazu, dass zeitweise acht Niederländer in der Mannschaft standen und man ihm den Vorwurf machte, Ajax zu kopieren, anstatt Barça zu rekonstruieren. Diese „Hollandisierung“ war weniger ein breit angelegtes Projekt, denn eines von System und Taktik, das er primär mit dem Import von Spielern durchzusetzen versuchte, die seine Schule bereits durchlaufen hatten und seine Spielphilosophie beherrschten. Die Kritik von Medien und Fans wurde immer massiver, während der eitel auftretende van Gaal zusehends dünnhäutiger reagierte.

„Phantasieloser Bürokrat, der auf dem Spielfeld vor allem mit militärischer Disziplin agierende Systemerfüller sehen will.“

Seine dritte Saison (1999/2000) verlief turbulent und wurde durch den Dauerkonflikt mit Rivaldo überschattet. Der Weltfußballer wollte lieber im offensiven Mittelfeld, als auf dem linken Flügel eingesetzt werden, weshalb ihn der Disziplinfanatiker van Gaal kurzerhand aus dem Aufgebot strich. In dieser Spielzeit schafften mit Carles Puyol und Xavi allerdings auch zwei Jugendspieler den Sprung in den Profikader, die sich zu absoluten Ikonen entwickeln sollten. Sportlich wurden alle Ziele verfehlt, da Barcelona in der Liga die erneute Titelverteidigung verpasste und sowohl im Halbfinale der Copa del Rey als auch der UEFA-Champions League scheiterte. Das Hinspiel im spanischen Duell mit dem FC Valencia ging zunächst mit 1:4 verloren. Einen Tag vor dem Rückspiel machte der Erzrivale Real Madrid unterdessen seinen Einzug ins Finale fest. Im Falle einer erfolgreichen Aufholjagd würde es damit zu einem Clásico im Endspiel kommen und tatsächlich konnte das Rückspiel am folgenden Tag gewonnen werden, aber nur mit 2:1, was nicht für einen Einzug ins Finale reichte. Van Gaal zog die Konsequenzen aus den Anfeindungen von Fans und Medien, die ihn für das mäßige Abschneiden verantwortlich machten, und erklärte nach turbulenten Wochen am 20. Mai 2000 seinen Rücktritt. Auch der langjährige Präsident Núñez trat von seinem Amt zurück.

### Niederlande
Obwohl van Gaal nach seinem Rücktritt zunächst eine Pause einlegen wollte, übernahm er am 7. Juli 2000 die niederländische Nationalmannschaft und wurde neuer Bondscoach. Er folgte auf Frank Rijkaard, der das Amt nach der Europameisterschaft 2000 niedergelegt hatte. Trotz einer großen Ansammlung internationaler Spitzenspieler scheiterten die hoch gehandelten Niederländer sensationell in der Qualifikation für die WM 2002. Die Elftal belegte hinter Irland und Portugal lediglich den dritten Platz ihrer Gruppe. Damit verpassten die Niederlande erstmals seit 1986 die Teilnahme an einem internationalen Turnier, weshalb van Gaal am 30. November 2001 zurücktrat. Er beklagte die unterschiedlichen Berufsauffassungen zwischen ihm und den Nationalspielern. So habe er mit den im Ausland beschäftigten Profis regelrecht „verhandeln“ müssen, um sie zur Teilnahme an Länderspielen bewegen zu können. Kurz darauf kursierten Spekulationen darüber, dass er die Nachfolge von Alex Ferguson bei Manchester United antreten könnte, der seinen Abschied zum Sommer 2002 angekündigt hatte. Schließlich verlängerte Ferguson seinen Vertrag und blieb in Manchester.
Im Juni/Juli 2001 hatte van Gaal zusätzlich die U-20 Nationalmannschaft während der Junioren-WM in Argentinien betreut. Im Spielerkader standen u. a. Arjen Robben, Rafael van der Vaart und Klaas-Jan Huntelaar. Die Niederländer überstanden die Vorrunde als Gruppendritter, schieden allerdings im Viertelfinale mit 1:2 gegen Ägypten aus.

### FC Barcelona
Trotz großer Vorbehalte innerhalb der Fangemeinde verkündete Barcelonas Vereinspräsident Joan Gaspart am 18. Mai 2002 van Gaals Rückkehr zur kommenden Saison. Obwohl Vorgänger Carles Rexach als Sportdirektor ins Management wechselte, beanspruchte der machtbewusste Niederländer umfassende sportliche Kompetenzen für sich. Van Gaal stieß nicht nur bei den Fans auf Ablehnung, sondern auch Superstar Rivaldo löste seinen Vertrag auf, weil er nicht noch einmal unter ihm spielen wollte. Der FC Barcelona befand sich zu diesem Zeitpunkt in einer sportlichen Abwärtsspirale und hatte seit drei Jahren keinen Titel mehr gewonnen. Auch die Saison 2002/03 verlief ausgesprochen enttäuschend und Barça rutschte zwischenzeitlich auf den 15. Tabellenplatz ab. In der Copa del Rey blamierten sie sich in der 2. Hauptrunde gegen den Drittligisten FC Novelda und schieden aus. Taktisch setzte der heftig kritisierte van Gaal auf ein 3-4-3, das er in den ersten Wochen der Saison immer wieder während der Spiele veränderte. Den von Präsident Gaspart verpflichteten Juan Román Riquelme lehnte er ab, da der eigenwillige Spielmacher nicht in sein taktisches Modell des Systemfußballs passte. Stattdessen erbat er von der Klubführung den Transfer von Gaizka Mendieta und setzte im Angriff weiter auf den umstrittenen Patrick Kluivert. Andererseits wurde van Gaal seinem Ruf als Talent-Förderer gerecht, indem er den La Masia-Talenten Andrés Iniesta und Víctor Valdés Einsatzzeiten verschaffte. In der Winterpause lehnte das Präsidium van Gaals Wunsch nach weiteren Neuzugängen wegen fehlender finanzieller Mittel ab und trotz guter Ergebnisse in der Champions League spitzte sich die sportliche Krise zu. Unmittelbar nach der 0:2-Niederlage gegen Celta Vigo am 27. Januar 2003 wurde van Gaal nach siebenmonatiger Amtszeit entlassen. Der FC Barcelona lag zu diesem Zeitpunkt auf Platz zwölf. Die finanziellen Probleme des Klubs waren mittlerweile so groß, dass er die komplette Abfindung in Höhe von sechs Millionen Euro nicht zahlen konnte und erst nach Verhandlungen erhielt van Gaal einen siebenstelligen Euro-Betrag. Sein Nachfolger wurde Radomir Antić.

### Technischer Direktor Ajax Amsterdam
Am 1. November 2003 kehrte van Gaal zu Ajax Amsterdam zurück und wurde Technischer Direktor. Das Engagement war von Differenzen mit Cheftrainer Ronald Koeman geprägt, da man sich über die Entwicklungsmöglichkeiten der Mannschaft nicht einig war und der
Trainer van Gaals Transferpolitik kritisierte. Insbesondere der kurzfristige Verkauf von Zlatan Ibrahimović erfolgte gegen Koemans Willen. Zudem soll er sich ständig in die sportlichen Belange eingemischt haben, was Koeman irritierte und die Zusammenarbeit nachhaltig belastete. Van Gaal behauptete, Koeman habe ihn mithilfe der Medien aus dem Verein gedrängt und nach knapp einjähriger Amtszeit reichte er zum 20. Oktober 2004 seine Kündigung ein.

### AZ Alkmaar
Van Gaal hing mittlerweile der Ruf eines unvermittelbaren Eigenbrötlers an und nach der überraschenden Ankündigung im Januar, übernahm er zum 1. Juli 2005 den Trainerposten des AZ Alkmaar. Bei dem Klub aus Noord-Holland setzte er die Arbeit seines Vorgängers Co Adriaanse fort. Obwohl sich die Infrastruktur durch die Investitionen von Präsident Dirk Scheringa (DSB Bank) erheblich verbessert hatte, konnte Alkmaar weder finanziell noch strukturell mit den Großen der Eredivisie (Ajax Amsterdam, PSV Eindhoven, Feyenoord Rotterdam) mithalten. Van Gaal war gezwungen, seine Spielidee mit deutlich weniger Ballbesitz umzusetzen. Er schaffte es, die Mannschaft von seinen Vorstellungen zu überzeugen und mit seiner Arbeit zu beeindrucken. Die Spieler schwärmten von seiner Arbeitsweise, der menschlichen Nähe und den genauen Erklärungen, die er bezüglich Vorbereitung, Aufstellung, Trainingsmethoden und Perspektiven gab. Spieler wie Demy de Zeeuw, Stijn Schaars, Tim de Cler, Kew Jaliens oder Mousa Dembélé avancierten zu Nationalspielern, Routinier Schota Arweladse war ein verlässlicher Torjäger. Unter van Gaal entwickelte sich AZ zu einem Titelanwärter und wurde in der Saison 2005/06 Vizemeister. Im Jahr darauf (2006/07) kam es zu einem der spannendsten Meisterschaftsrennen der Ligageschichte. Am letzten Spieltag hatten drei Teams die Chance Meister zu werden. Tabellenführer Alkmaar verspielte durch eine unerwartete Niederlage bei Außenseiter Excelsior Rotterdam (2:3) den Titel und wurde Dritter. Bereits am 6. Mai 2007 hatte AZ im Pokalfinale gegen Ajax Amsterdam das Nachsehen (7:8 n. E.) und ein mögliches Double verpasst. 2007/08 kam es zum sportlichen Einbruch und van Gaals dritte Spielzeit geriet zur absoluten Enttäuschung. Verletzungssorgen führten dazu, dass die Mannschaft nicht eingespielt war und Alkmaar auf Rang elf abrutschte. Van Gaal glaubte, sein Team nicht mehr erreichen zu können und verkündete aufgrund des Abwärtstrends im März 2008 seinen Rücktritt zum Saisonende. Aber nur einen Monat später revidierte der General seine Entscheidung und erklärte, noch eine weitere Saison im Amt zu bleiben. Die Spieler hätten ihn überzeugt, weiter unter seiner Leitung trainieren zu wollen.
Schließlich folgte die für den AZ Alkmaar historische Saison 2008/09. Nach zwei Niederlagen zum Auftakt verabschiedete sich van Gaal vom klassisch niederländischen 4-3-3 zu einem 4-4-2-Spielsystem mit zwei defensiven Mittelfeldspielern, das von einer großen Flexibilität lebte. Bei gegnerischem Ballbesitz sollte der Gegner diagonal auf die Außenbahnen gelenkt werden, während sich das eigene Angriffsspiel deutlich fluider darstellte und nur schwer in einer Zahlenkombination zu fassen war. Van Gaals klassischer Ballbesitzfußball war noch zu erkennen, aber er legte nun auch mehr Wert auf Umschaltaktionen bei eigenem Ballgewinn. Der Systemwechsel brachte die Wende und Alkmaar übernahm am 12. Spieltag die Tabellenführung der Eredivisie. Echte Stars fehlten in der Mannschaft, die als geschlossenes Kollektiv überzeugte und 28 Spiele in Folge ungeschlagen blieb. Nach einer herausragenden Leistung wurden sie drei Spieltage vor Saisonende niederländischer Meister; der Vorsprung auf Verfolger Twente Enschede betrug elf Punkte. Damit hatte AZ die nationale Dominanz der drei großen Klubs gebrochen, die seit 1980 den Titel ununterbrochen unter sich ausgemacht hatten. Die Meisterfeier am 28. April 2009 war eine der größten Feiern in der Geschichte der Stadt, als sich die Mannschaft auf einer Bühne am Nordhollandkanal von 35.000 Fans bejubeln ließ. Durch diesen Coup hatte van Gaal seine Wandlungsfähigkeit unter Beweis gestellt und die Karriere des scheinbar aus der Zeit gefallenen Trainers, die sich in einem Abwärtstrend befunden hatte, erfuhr mit seinem ersten Titel seit zehn Jahren eine beeindruckende Wende. Seine auf Umschaltsituationen fokussierte Spielweise war plötzlich wieder modern.

„Das ist mein größtes Kunststück. Man darf nicht vergessen, dass wir eine stinknormale Truppe sind, die außergewöhnliches leistet.“

Nach dem verpassten Double zwei Jahre zuvor war die Meisterschaft eine sichtliche Genugtuung für van Gaal und wenig überraschend erhielt er 2009 die Auszeichnung als Trainer des Jahres. Unmittelbar nach dem Titelgewinn kursierten Gerüchte über ein bevorstehendes Engagement beim FC Bayern München und van Gaal wurde sich mit dem deutschen Rekordmeister schnell einig. Allerdings pochte AZ-Präsident Scheringa auf die Einhaltung des bis Sommer 2010 laufenden Vertrages und verweigerte seinem Meistertrainer die Freigabe. Erst nach zähen Verhandlungen lenkte er ein und stimmte einer vorzeitigen Vertragsauflösung am 13. Mai 2009 zu.

### FC Bayern München

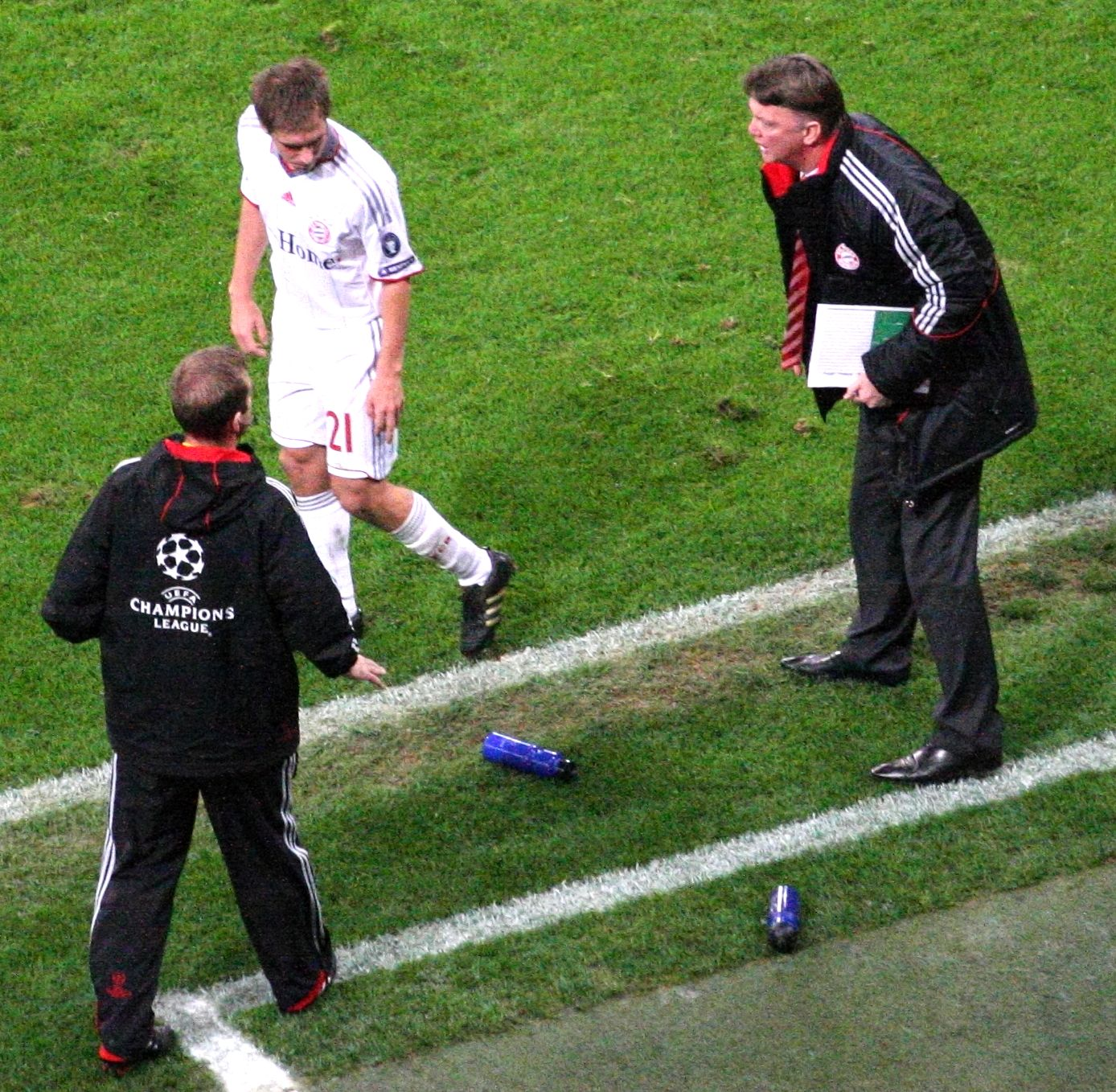
Van Gaal (rechts) mit Philipp Lahm (2010)

Beim FC Bayern folgte van Gaal auf Interimstrainer Jupp Heynckes und galt als absolute Wunschlösung der Vereinsführung um Uli Hoeneß und Karl-Heinz Rummenigge. Er unterzeichnete einen Zwei-Jahres-Vertrag und wurde der Öffentlichkeit am 1. Juli 2009 in einer Pressekonferenz vorgestellt.

„Die Kultur von Bayern München passt zu mir. Das bayerische Lebensgefühl passt mir wie ein warmer Mantel. Warum? Mia san Mia, wir sind wir – und ich bin ich: selbstbewusst, arrogant, dominant, ehrlich, arbeitsam, innovativ!“

Sein bewährtes Trainerteam Andries Jonker, Frans Hoek, Jos van Dijk (Trainingssteuerung), Max Reckers (Spielanalyse) ergänzte er um Hermann Gerland, der insbesondere die Verbindung mit der Jugendabteilung koordinieren sollte. Nach Schwierigkeiten zu Saisonbeginn – in der Öffentlichkeit wurde bereits über seine Entlassung spekuliert – gelang es van Gaal, das Spielsystem der Bayern auf einen attraktiven, auf Ballbesitz basierenden Angriffsfußball umzustellen. Bezeichnend war dabei das Spiel über die Außenbahnspieler Franck Ribéry und den niederländischen Nationalspieler Arjen Robben, der nach wenigen Spieltagen nach Saisonbeginn von Real Madrid zum FC Bayern wechselte. Zudem profilierte sich van Gaal erneut als Förderer von Nachwuchsspielern und integrierte die jungen, aus dem Jugendbereich des Vereins stammenden Spieler Thomas Müller und Holger Badstuber, die beide bald zu Nationalspielern avancierten, sowie Diego Contento.
Zum Ende seiner ersten Saison beim Verein gewann er mit Bayern München das Double von Meisterschaft und DFB-Pokal. Im Pokalfinale gegen Werder Bremen gewannen die Bayern mit 4:0, was den höchsten Finalsieg einer Mannschaft seit 1972 bedeutete. Er wurde der erste niederländische Trainer, der den deutschen Meistertitel gewann.
Zudem führte er den Verein in das Finale der Champions League gegen Inter Mailand. Damit war er in dieser Saison gemeinsam mit dem Trainer des Finalgegners José Mourinho einer von sechs Trainern, die das europäische Meisterpokal-Finale mit zwei oder mehr Vereinen erreichten. Allein sicherte er sich den Rekord für die größte Zeitspanne, die zwischen dem ersten und dem nächsten Erreichen des Finales als Trainer liegt: 15 Jahre. Das Finale im Estadio Santiago Bernabéu endete 2:0 für Inter Mailand.
Der Vertrag mit dem FC Bayern München wurde am 27. September 2010 vorzeitig um ein weiteres Jahr bis zum 30. Juni 2012 verlängert.
In der Saison 2010/11 verpasste van Gaal mit Bayern München im März 2011 die Titelverteidigung im DFB-Pokal durch eine Niederlage im Halbfinale gegen den FC Schalke 04, nachdem die Titelverteidigung der deutschen Meisterschaft schon zuvor nur noch rechnerisch möglich war.
Am 7. März 2011 kündigte der Verein an, dass van Gaals Vertrag als Trainer zum Saisonende vorzeitig und einvernehmlich aufgelöst werde. Grund hierfür sei die unterschiedliche Auffassung über die strategische Ausrichtung des Klubs. Am 10. April 2011 – nach dem 29. Spieltag – wurde er vorzeitig beurlaubt, nachdem seine Mannschaft in Nürnberg 1:1 gespielt hatte und damit auf den vierten Tabellenplatz abgerutscht war. Dadurch geriet die Qualifikation zur Champions League für die Saison 2011/12 in Gefahr, was den Vorstand von Bayern München schlussendlich zu diesem Schritt bewegte. Bereits früher in der Saison gab es mehrere Dispute zwischen van Gaal und dem Vorstand über die Förderung von jungen Talenten wie David Alaba und Thomas Kraft. Nachfolger wurde bis zum Saisonende van Gaals bisheriger Assistent und Co-Trainer Andries Jonker.
Philipp Lahm nannte die van Gaalsche Spielidee als Grundstein für den Triple-Sieg des FC Bayern 2013. Sowohl Uli Hoeneß als auch Karl-Heinz Rummenigge würdigten, trotz persönlicher Schwierigkeiten mit ihm, seine fachlichen Qualitäten und Verdienste um den FC Bayern. Karl-Heinz Rummenigge zählte seinen Wechsel zu Bayern sogar 2021 zu den drei wichtigsten Transfers seiner Amtszeit.

### Sportdirektor Ajax Amsterdam
Am 16. November 2011 gab Ajax Amsterdam bekannt, dass van Gaal spätestens zum 1. Juli 2012 den Posten des Sportdirektors übernehmen werde. Gegen die Einstellung van Gaals klagten Johan Cruyff und zehn Trainer der Fußballschule von Ajax Amsterdam, da diese ihrer Meinung nach dem vereinbarten „fußballtechnischen Strukturplan“ widerspreche. Das Berufungsgericht in Amsterdam gab der Klage statt, da das fünfte Aufsichtsratsmitglied, Johan Cruyff, bei der Entscheidungsfindung ausgegrenzt worden sei.

### Niederlande

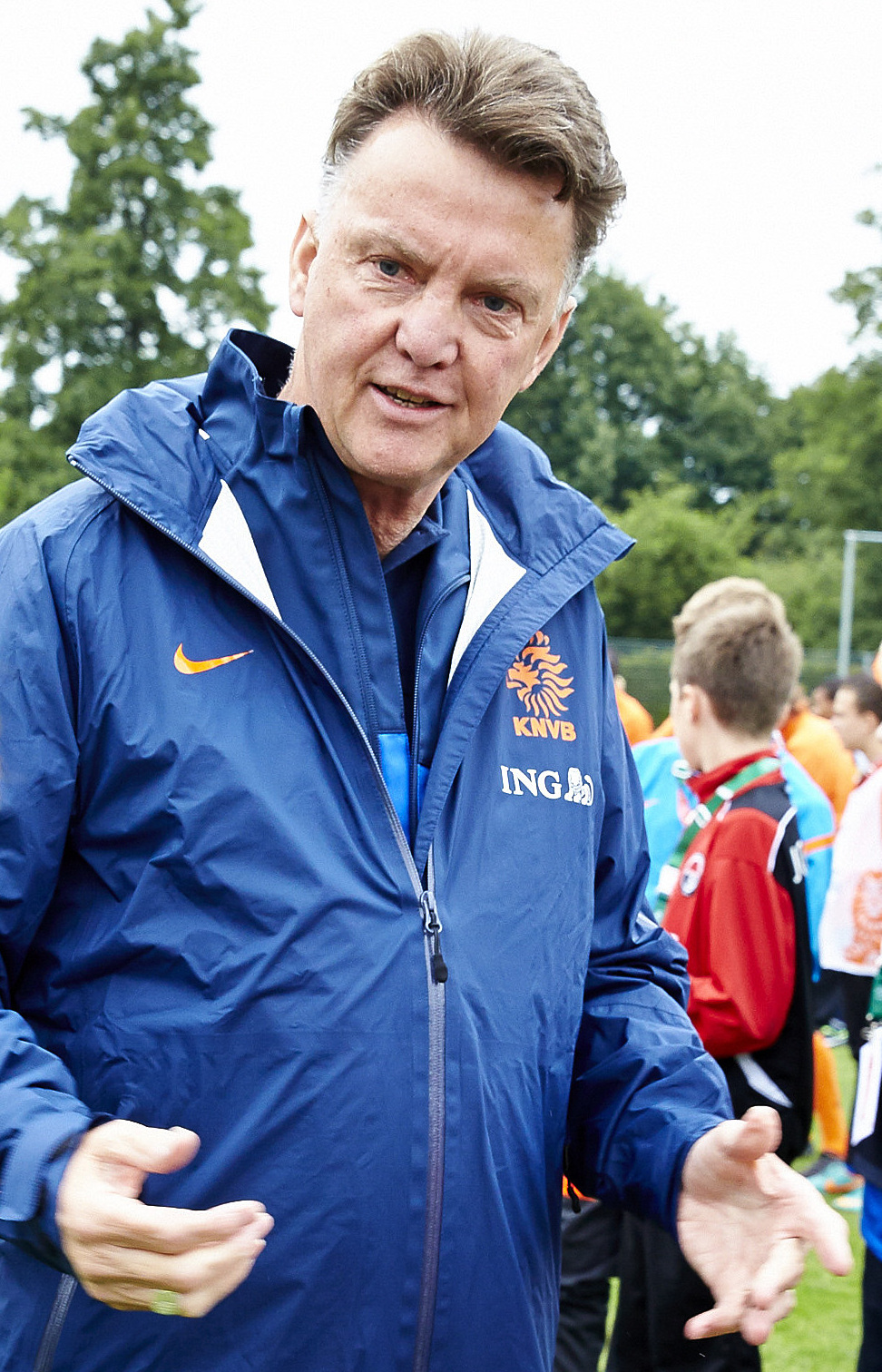
Louis van Gaal als niederländischer Nationaltrainer (2013)

Nach dem schlechten Abschneiden der Niederländer bei der Europameisterschaft 2012 (Gruppenletzter), gab es in den Medien durchaus Stimmen, die für die Nationalmannschaft mit all den selbstverliebten Stars einen Trainer mit „harter Hand“ forderten. Die Wahl fiel auf van Gaal, der am 6. Juli 2012 zum zweiten Mal als Bondscoach vorgestellt wurde („Ich freue mich, dass mich der KNVB angesprochen hat. Das ist genau die Herausforderung, auf die ich gewartet habe“). Er unterschrieb einen Vertrag über zwei Jahre und machte mit Danny Blind und Patrick Kluivert zwei ehemalige Spieler, die unter ihm die Champions League gewonnen hatten, zu seinen Assistenten. Die folgende WM-Qualifikation meisterten sie problemlos (neun Siege, ein Unentschieden; 34:5 Tore) und die Niederlande qualifizierte sich als erstes europäisches Team für das WM-Turnier 2014 in Brasilien. Van Gaal hatte den sportlichen Neuaufbau eingeleitet und insgesamt 37 unterschiedliche Spieler eingesetzt.
Trotz der souveränen Qualifikation zählten die Niederländer im Vorfeld der WM 2014 nicht zu den Favoriten und anstelle von Euphorie herrschte Skepsis. Zur allgemeinen Empörung verzichtete van Gaal auf das traditionelle, offensiv ausgerichtete 4-3-3-Spielsystem. Er hatte zwar den dringend notwendigen Umbruch vollzogen, doch aus seiner Sicht fehlte dem Kader die Qualität, um mit drei Angreifern zu spielen. Noch dazu musste er auf den wichtigen Umschaltspieler Kevin Strootman verzichten, der verletzungsbedingt fehlte. Daher brach van Gaal mit der als unantastbar geltenden Spielphilosophie und verordnete der Elftal stattdessen eine ungewohnte 5-3-2 bzw. 3-5-2-Formation. Neben den großen Stars Robin van Persie, Arjen Robben und Wesley Sneijder setzte sich die Mannschaft hauptsächlich aus international weniger bekannten Spielern zusammen und er wollte vor allem die Defensive stärken. Van Gaals taktische Neuausrichtung, mit einer Mischung aus Ballbesitzfußball mit schönen Spielzügen und langen Pässen in den Rücken der gegnerischen Abwehr, zeigte die erhoffte Wirkung. Zum Auftakt der Gruppe B fügten die überragenden Niederländer dem amtierenden Welt- und Europameister Spanien eine denkwürdige 1:5-Niederlage zu. Nachdem van Gaal in der Vorbereitung unverhohlen in der Kritik gestanden hatte, war der überwältigende Sieg eine sichtliche Genugtuung für den Bondscoach. Nach weiteren Siegen über Australien (3:2) und Chile (2:0) erreichte Oranje als Gruppensieger das Achtelfinale (2:1 über Mexiko). Im Viertelfinale gegen Costa Rica strickte van Gaal weiter an seiner Legende, indem er Ersatztorwart Tim Krul kurz vor Ende der Verlängerung beim Stand von 0:0 für Jasper Cillessen einwechselte. Obwohl Kruls Verhalten allgemein als unsportlich bewertet wurde, avancierte er im folgenden Elfmeterschießen zum Matchwinner und hielt zwei Strafstöße. Die Niederländer zogen ins Halbfinale ein, scheiterten dort jedoch nach einem zähen 0:0 an Argentinien im Elfmeterschießen (2:4). Am 12. Juli 2014 besiegten sie Gastgeber Brasilien im Spiel um Platz drei deutlich mit 3:0. Van Gaal hatte die Partie der Halbfinal-Verlierer im Vorfeld mehrfach als „überflüssig“ abgetan („Das Spiel um Platz drei sollte nicht ausgetragen werden. Das sage ich seit zehn Jahren“). Nach der WM endete seine zweite Amtszeit.

### Manchester United
Am 19. Mai 2014 bestätigte Manchester United, dass van Gaal den Klub nach der WM als Trainer übernehmen werde. Der renommierte Niederländer erhielt beim englischen Rekordmeister einen Vertrag über drei Jahre und galt als Wunschlösung der Klubführung. Co-Trainer wurde Ryan Giggs, der United nach der Entlassung von David Moyes als Spielertrainer betreut hatte. Nach der Krisen-Saison 2013/14 hatten die Red Devils einen enttäuschenden siebten Platz belegt und damit die Qualifikation für den Europapokal verpasst. Die Erwartungen an van Gaal waren hoch und er sollte den Klub mindestens zurück in die Champions League führen.

„Das ist der größte und wichtigste Verein der Welt, das habe ich schon in den ersten 24 Stunden hier gelernt. Die Erwartungen sind riesig, aber ich werde hier keine Prognosen abgeben. Nur so viel: Jeder weiß, was ich schon alles gewonnen habe. Und nun muss die Zukunft zeigen, ob mir das auch hier gelingt […] Ich habe eine sehr starke Philosophie, das gilt auch für Sir Alex, und seine war eine gute.“

Nach seinem Amtsantritt etablierte van Gaal seinen gewohnten Systemfußball und leitete die dringend notwendige Verjüngung des Kaders ein. Er sortierte ältere Spieler wie Rio Ferdinand, Nemanja Vidić oder Patrice Evra aus und tätigte Neuverpflichtungen mit einem Gesamtvolumen in Höhe von 193,6 Millionen Euro (Ander Herrera, Luke Shaw, Marcos Rojo, Daley Blind). Unbestrittener Königstransfer war der Argentinier Ángel Di María, mit 75 Millionen Euro der teuerste Spieler der Premier League. Der geplante Neuaufbau verlief schleppend („Meine Spieler müssen die Befehle erst mal einordnen, die ersten Monate bei mir sind immer hart“). United offenbarte insbesondere in der Defensive große Schwächen und wirkte insgesamt nicht homogen. Seinen ambitionierten Plan einer Dreier-Abwehrkette verwarf van Gaal und stellte auf eine klassische Viererkette um, während das Angriffsspiel hauptsächlich von der individuellen Klasse der Stars Wayne Rooney und Robin van Persie abhängig war. Die runderneuerte Mannschaft legte einen Fehlstart in die Saison 2014/15 hin und rutschte zwischenzeitlich sogar auf den 12. Platz ab – der schlechteste Saisonstart seit 1986. In der 2. Runde des League Cups blamierte sich United mit einer 0:4-Niederlage beim Drittligisten Milton Keynes Dons. Im weiteren Saisonverlauf stabilisierten sich die Ergebnisse und die Red Devils stellten nach einer Siegesserie den Anschluss zur Spitzengruppe her. Trotz der ausschweifenden Transferpolitik ihres Trainers war die spielerische Entwicklung ernüchternd, weshalb van Gaal zunehmend im Zentrum der Kritik stand und sich den Vorwurf gefallen lassen musste, die Mannschaft spiele langweiligen Fußball. Am Saisonende verspielten sie durch drei Niederlagen die direkte Champions-League-Teilnahme und belegten Platz vier, der zur Qualifikation berechtigte.
Zur Saison 2015/16 setzte van Gaal den eingeschlagenen Kurs seines umfassenden Kaderumbruchs fort und verpflichtete für 150 Millionen Euro neue Spieler (Anthony Martial, Morgan Schneiderlin, Memphis Depay, Matteo Darmian, Bastian Schweinsteiger, Sergio Romero), schenkte aber auch Jugendspielern wie Jesse Lingard oder Marcus Rashford das Vertrauen. Dafür mussten Robin van Persie, Nani oder Chicharito gehen und auch den enttäuschenden Di María verkaufte er nach nur einem Jahr wieder („Mein Problem in Manchester war der Trainer. Van Gaal war der schlechteste Coach meiner gesamten Karriere“). Am 23. Mai 2016 trennte sich Manchester United von ihm, nachdem er mit der Mannschaft als Fünfter der Premier League die Qualifikation für die Champions League verpasst hatte. Zwei Tage zuvor hatte er mit dem Team den FA-Cup gewonnen.
Nach seinem Aus in Manchester lag van Gaal ein finanziell lukratives Vertragsangebot aus der Chinese Super League vor (50 Millionen Euro für drei Jahre). Er lehnte dieses ab und erklärte stattdessen, ein Sabbatical einzulegen. Aufgrund eines privaten Schicksalsschlags im familiären Umfeld, dem tragischen Tod seines Schwiegersohnes, verkündete der 65-jährige van Gaal am 17. Januar 2017 in der niederländischen Tageszeitung De Telegraaf sein endgültiges Karriereende.

### Niederlande
Obwohl van Gaal seine Karriere offiziell beendet hatte, wurde er am 21. Juli 2021 als neuer Trainer der niederländischen Nationalmannschaft vorgestellt. Damit trat er seine dritte Amtszeit als Bondscoach an und folgte auf Frank de Boer, der nach dem frühen Ausscheiden von Oranje im EM-Achtelfinale zurückgetreten war. Zu seinem Trainerstab zählten die Assistenten Danny Blind und Henk Fraser. Wichtigste Aufgabe für den mittlerweile 69 Jahre alten van Gaal war die Qualifikation für die WM 2022 in Katar.

„Der niederländische Fußball lag mir schon immer am Herzen, und die Nationalmannschaft zu trainieren, ist meiner Meinung nach eine Schlüsselposition, um unseren Fußball voranzubringen.“

Die Qualifikationsspiele fanden vor dem Hintergrund der COVID-19-Pandemie statt und verliefen für die Niederlande durchwachsen. Die Elftal und van Gaal mussten sich die Kritik gefallen lassen, „extrem unreif und verletzlich“ zu agieren. Erst im letzten Spiel gegen Norwegen machten sie durch einen 2:0-Sieg die direkte Qualifikation perfekt. In einem Fernsehinterview am 4. April 2022 erklärte van Gaal, an einer „aggressiven Form“ des Prostatakrebses zu leiden. Über 25 Bestrahlungen hatte er zu diesem Zeitpunkt bereits hinter sich, teilweise habe er sich aus dem Mannschaftshotel geschlichen, damit die Spieler nichts mitbekamen. Die Erkrankung werde ihn allerdings nicht davon abhalten, sein Land bei der anstehenden WM zu betreuen. Aufgrund fehlender herausragender Offensivspieler, verordnete van Gaal der Elftal das unpopuläre, jedoch bereits 2014 erfolgreich praktizierte 5-3-2-Spielsystem, das auf defensive Absicherung ausgelegt ist. Im Tor setzte er überraschend auf Andries Noppert, der bislang noch kein Länderspiel absolviert hatte. In der Gruppenphase wurden die Niederländer mit sieben Punkten vor dem Senegal, Ecuador und Katar souverän Gruppensieger. Defensiv war die Mannschaft stabil und im Angriffsspiel effektiv, allerdings wirkten die Auftritte über weite Strecken tempo- und ideenlos. Obwohl mit 71 Jahren ältester Trainer der WM, gab sich van Gaal gegenüber den Medien gewohnt bissig, präsentierte sich aber auch überwiegend locker bis witzig. Nach einem ungefährdeten 3:1-Sieg über die USA, trafen die Niederlande am 9. Dezember 2022 in Lusail im Viertelfinale auf Argentinien. Die anfangs von Taktik geprägte, zähe Partie entwickelte sich zu einem hochdramatischen Kampf. Nach 0:2-Rückstand besorgte Joker Wout Weghorst mit einem Doppelpack den Ausgleich, schließlich verloren die Niederländer mit 3:4 im Elfmeterschießen und schieden aus.
Das Viertelfinale war van Gaals letztes Spiel als Trainer und er legte sein Amt nieder. Bereits im Vorfeld der WM war bekannt geworden, dass er seinen Posten nach dem Turnier an Ronald Koeman abgeben werde.

### Berater bei Ajax Amsterdam
Nachdem van Gaal kurzzeitig als Trainer-Kandidat der deutschen Nationalmannschaft gehandelt worden war, übernahm er am 4. Oktober 2023 einen Posten als „externer Berater“ von Ajax Amsterdam. Dabei soll er den Aufsichtsrat in „fußballtechnischen Fragen“ beraten und füllt diese Rolle aus seinem Lebensmittelpunkt in Portugal aus. Mit nur einem Sieg in sieben Ligaspielen hatte Ajax den schlechtesten Saisonstart der Vereinsgeschichte hingelegt und befand sich in einer sportlichen Krise.

## Titel als Trainer
International
- Champions-League-Sieger: 1995 (Ajax Amsterdam)
- UEFA-Cup-Sieger: 1992 (Ajax Amsterdam)
- Weltpokalsieger: 1995 (Ajax Amsterdam)
- UEFA-Super-Cup-Sieger (2): 1995 (Ajax Amsterdam), 1997 (FC Barcelona)

Niederlande
- Meister (4): 1994, 1995, 1996 (alle Ajax Amsterdam), 2009 (AZ Alkmaar)
- Pokalsieger: 1993 (Ajax Amsterdam)
- Supercupsieger (3): 1993, 1994, 1995 (alle Ajax Amsterdam)

Spanien
- Meister (2): 1998, 1999 (beide FC Barcelona)
- Pokalsieger: 1998 (FC Barcelona)

Deutschland
- Meister: 2010 (FC Bayern München)
- Pokalsieger: 2010 (FC Bayern München)
- Supercupsieger: 2010 (FC Bayern München)

England
- Pokalsieger: 2016 (Manchester United)

## Auszeichnungen
- World Soccer Manager of the Year: 1995
- Onze d’or Trainer des Jahres: 1995
- Niederländischer Trainer des Jahres: 2007, 2009
- Sprachwahrer des Jahres: 2009 (3. Platz)[129]
- VDV-Trainer der Saison: 2009/10[130] (gewählt von der Vereinigung der Vertragsfußballspieler)
- Trainer des Jahres in Deutschland: 2010[131]
- Kicker-Trainer des Jahres: 2010

## Persönliches
Louis van Gaal gilt als schwieriger Charakter, der insbesondere zu seiner Zeit beim FC Bayern München oder bei Manchester United immer wieder mit deren Führungsebenen aneinandergeriet. Auch verschiedene ehemalige Spieler wie Sonny Anderson oder Danijel Pranjić berichten über einen teilweise problematischen Umgang zwischen ihm und ihnen selbst oder anderen Spielern. Während seiner Zeit beim FC Bayern erarbeitete er sich aufgrund seines autoritären Auftretens den Spitznamen „Tulpengeneral“.
Louis van Gaal war ab 1973 mit seiner Jugendfreundin Fernanda Obbes verheiratet, die am 17. Januar 1994 einem schweren Krebsleiden erlag (Leber- und Bauchspeicheldrüsenkrebs). Nach dem Tod seiner Frau dachte er an ein vorzeitiges Karriereende, da er sich um seine beiden Töchter kümmern wollte, die ihn jedoch vom Weitermachen überzeugen konnten. Seit 1995 ist van Gaal mit Truus Opmeer (* 1954) liiert und das Paar heiratete am 8. August 2008 im portugiesischen Albufeira. Mittlerweile verbringt van Gaal einen Großteil des Jahres im Luxusresort Vale do Lobo an der Algarve (Gemeinde Almancil). Darüber hinaus besitzt er Immobilien im schweizerischen Andermatt (Kanton Uri) und Noordwijk.

## Werke
- Louis van Gaal: Biographie & Vision (Originaltitel: Louis van Gaal: Biografie & visie, Publish unlimited, 2009, ISBN 978-94-90285-01-2,[142] deutschsprachige Veröffentlichung: Visie Sport, 2010, ISBN 978-3-00-032183-2)